# Esprit zen, esprit neuf
Esprit zen, esprit neuf (Zen Mind, Beginner's Mind en anglais, littéralement : Esprit zen, esprit du débutant) est un livre du maître zen Shunryu Suzuki (1904-1971) paru en 1970. L'ouvrage est devenu un classique de la littérature zen contemporaine et donne les bases de la pratique du bouddhisme zen, comme la posture de méditation (zazen) et l'attitude juste.

## Conception
Le premier manuscrit du livre a été conçu par Marian Derby, proche disciple de Shunryu Suzuki, à partir d'enregistrements des enseignements qu'il a donnés, sur plusieurs années, au groupe zen de Los Altos. Ensuite, Trudy Dixon, une autre proche disciple, a préparé le manuscrit pour l'édition, en lien étroit avec Suzuki pour coller au plus près de l'esprit de ses enseignements.
Le livre est divisé en trois parties :
1. Pratique juste [pour le corps]
2. Attitude juste [pour les sentiments]
3. Compréhension juste [pour l'esprit][2]

## Extraits
- « La réalité ne peut être saisie par l'intellect ou par les sens. D'instant en instant, observer votre respiration, observer votre position, c'est la vraie nature. Il n'y a pas de secret au-delà de ce fait. »
- « Trouver le plaisir au milieu de la souffrance est la seule manière d'accepter la vérité de l'impermanence. »
- « Le Zen n'est pas seulement pour celui qui peut s'asseoir jambes croisées ou qui a de grandes aptitudes spirituelles. Tout le monde a la nature de Bouddha. Nous devons chacun trouver un moyen de réaliser notre vraie nature. »
- « Si vous essayez d'atteindre l'illumination, cela fait partie du karma ; vous créez du karma et vous êtes mené par le karma, et vous perdez votre temps sur un coussin noir. Selon Bodhidharma, la pratique fondée sur une idée d'acquisition n'est qu'une répétition de votre karma. »

### Sources
- (en) Site en l'honneur de Shunryū Suzuki.
- (en) Site zen américain d'un centre fondé par Shunryu Suzuki.